# Jon-Yakitory
Jon-Yakitory (Eigenschreibweise jon-YAKITORY) ist ein japanischer Musiker und Musikproduzent.

## Werdegang
Jon-Yakitory startete seine musikalische Laufbahn im Jahr 2013 als Produzent von Vocaloid-Musikstücken, die er auf Nico Nico Douga und YouTube veröffentlichte. Er veröffentlichte zahlreiche Singles, die 2021 in dem Best-of-Album Y zusammengefasst wurden. Das Album stieg auf Platz 241 in den heimischen Albumcharts ein. Er schrieb, komponierte und arrangierte das Lied Koko de Ikiteru welches im Vorspann der Anime-Fernsehserie The Detective Is Already Dead. zu hören ist und von Mary gesungen wurde. Das Lied wurde zunächst auf digitaler Ebene veröffentlicht. Im August 2021 wurde die Single mitsamt dem Abspanntitel Kodō und dem Soundtrack zur Serie auf physischer Ebene herausgebracht. Der Soundtrack erreichte eine Notierung auf dem 96. bzw. dem 269. Platz in den japanischen Albumcharts.
Mit der japanischen Sängerin Ado veröffentlichte Jon-Yakitory das Lied Rasen, welches in einem Werbefilm für das Videospiel Lost Judgment genutzt wurde. Dieses Stück wurde von ihm nach mehreren persönlichen Gesprächen mit dem Produzenten Nagoshi geschrieben und komponiert.

## Diskografie
- 2021: Y (Best-of-Album mit allen zuvor veröffentlichten Vocaloid-Singles)
- 2021: Tantei wa Mou, Shindeiru. Ongakudaizen (Soundtrack-Album, mit dem Stück Koko de Ikiteru vertreten)
- 2021: Rasen (Ado × jon-YAKITORY)